# Jules Armand de Polignac
Jules Auguste Armand Marie, książę de Polignac (ur. 14 maja 1780 w Wersalu, zm. 1847 w Paryżu) − polityk francuski. Należał do ultrasów, skrajnie prawicowej i monarchistycznej partii działającej po restauracji Burbonów na tronie Francji. W 1829 roku został powołany przez Karola X na stanowisko ministra spraw zagranicznych, a w listopadzie tego roku objął urząd premiera. Antyliberalna polityka jaką prowadził była jedną z przyczyn wybuchu Rewolucji Lipcowej w 1830 roku. 